# تامبا باي تاميز
تامبا باي تايمز (بالإنجليزية: Tampa Bay Times)‏ ، واسمها السابق سانت بيترسبرغ تايمز (St. Petersburg Times) ، هي صحيفة أمريكية يومية أسست سنة 1884م، وتقع مقرها الحالي في سانت بيترسبرغ بولاية فلوريدا.

## بعض محتوى الصحيفة
تحتوي الصحيفة على الأخبار السياسية والاقتصادية وحلول الألغاز ومقالات بالإضافة إلى أخبار طلبة جامعة ساوث فلوريدا.

## وصلات خارجية
- تامبا باي تاميز على موقع روتن توميتوز (الإنجليزية)

- The St. Petersburg Times celebrates 125 years of publishing excellence
- St. Petersburg Times earns two Pulitzer Prizes for journalism
- الموقع الرسمي
- PolitiFact.com website